# 北畠具房
北畠具房（1547年／1551年—1580年1月21日／1603年），日本戰國時代至安土桃山時代的大名。伊勢國國司北畠家第9代當主。父親是第8代當主北畠具教。

## 生平
在天文16年（1547年）出生，家中嫡男。永祿6年（1563年），因為父親具教隱居而繼承家督。
永祿12年（1569年）8月，織田軍進攻大河内城（現在的三重縣松阪市），具房籠城死守，10月與父親一同向織田信長降伏（大河内城之戰），和睦的條件為迎接信長的次男茶筅丸（具豐）（後來的織田信雄）為養嗣子。天正3年（1575年），具豐繼承北畠家的家督，此時被敬稱為「中之御所」（中の御所）。
天正4年（1576年），在大台的三瀨台隱居的父親具教，被信長、信意（具豐）父子殺害（三瀨之變），自身亦被監禁，被送到瀧川一益之下，在安濃郡河內監禁3年。
後來被釋放，改名為信雅（在被監禁並釋放後改名（『勢州軍記』）。應是以織田家的通字「信」字而改名。）。在天正8年（1580年）1月5日死去。享年34歲（根據『多藝錄』記載，卒年是慶長8年（1603年），終年52歲）。

## 人物、逸話
- 身體肥胖，不能乘馬。與父親具教在大河內城守城時，被敵方織田軍嘲笑「吃掉大腹御所的餅」（大腹御所の餅喰らい）。被身為塚原卜傳高弟的具教不滿，以及輕視（『勢州軍記』）。

- 有名為昌教的私生子，而昌教的名字亦在北畠家的系圖中。不過具房因為沒有嗣子而迎中院通勝的次男親顯為養子，因此昌教是否真有其人相當可疑。

- 根據丹波柏原藩藩士系圖，還有1女，受信雄養育，嫁予織田高長的寵臣中山正就，並誕下1男1女。